# ʳ
Cette page contient des caractères spéciaux ou non latins. S’ils s’affichent mal (▯, ?, etc.), consultez la page d’aide Unicode.
ʳ, appelée r en exposant, r supérieur ou lettre modificative r, est un symbole non standard de l’alphabet phonétique international. Il est formé de la lettre r mise en exposant.

## Utilisation
Le r supérieur ‹ ʳ › a parfois été utilisé comme alternative au r culbuté supérieur ‹ ʴ › pour représenter la pronociation de voyelles rhotiques. Chao Yuen Ren l’a aussi utilisé pour indiquer une voyelle rhotique après une voyelle, par exemple [əʳ] comme équivalent à [əɹ] ou [əɚ], utilisant plutot le r inférieur ‹ ᵣ › pour les voyelles rhotiques, par exemple [əᵣ] comme équivalent à [ɚ].

## Représentations informatiques
La lettre modificative h peut être représenté avec les caractères Unicode suivants (alphabet phonétique international) :
| formes       | représentations | chaînes de caractères | points de code | descriptions                    | note                            |
| ------------ | --------------- | --------------------- | -------------- | ------------------------------- | ------------------------------- |
| modificative | ʳ               | ʳ                     | U+02B3         | lettre modificative minuscule r | codé pour le symbole phonétique |